# Mack Horton
Mackenzie ("Mack") Horton (Melbourne, 25 april 1996) is een Australische zwemmer. Hij vertegenwoordigde zijn vaderland op de Olympische Zomerspelen 2016 in Rio de Janeiro.

## Carrière
Bij zijn internationale debuut, op de Gemenebestspelen 2014 in Glasgow, veroverde Horton de zilveren medaille op de 1500 meter vrije slag en eindigde hij als vierde op de 400 meter vrije slag. Op de 4x200 meter vrije slag zwom hij samen met Thomas Fraser-Holmes, David McKeon en Ned McKendry in de series, in de finale legden Fraser-Holmes, McKeon en McKendry samen met Cameron McEvoy beslag op de gouden medaille. Voor zijn aandeel in de series ontving ook Horton een gouden medaille. Op de Pan-Pacifische kampioenschappen zwemmen 2014 in Gold Coast behaalde de Australiër de zilveren medaille op de 800 meter vrije slag en de bronzen medaille op de 1500 meter vrije slag, daarnaast eindigde hij als vijfde op de 400 meter vrije slag. Samen met David McKeon, Cameron McEvoy en Thomas Fraser-Holmes sleepte hij de bronzen medaille in de wacht op de 4x200 meter vrije slag.
In Kazan nam Horton deel aan de wereldkampioenschappen zwemmen 2015. Op dit toernooi veroverde hij de bronzen medaille op de 800 meter vrije slag, daarnaast werd hij uitgeschakeld in de series van zowel de 400 als de 1500 meter vrije slag.
Tijdens de Olympische Zomerspelen van 2016 in Rio de Janeiro werd de Australiër olympisch kampioen op de 400 meter vrije slag. Daarnaast eindigde hij als vijfde op de 1500 meter vrije slag. Op de 4x200 meter vrije slag eindigde hij samen met Thomas Fraser-Holmes, David McKeon en Daniel Smith op de vierde plaats.

## Internationale toernooien
| Jaar | Olympische Spelen                                            | WK langebaan                                                 | WK kortebaan  | PanPacs                                                                     | Gemenebestspelen                                                                        |
| ---- | ------------------------------------------------------------ | ------------------------------------------------------------ | ------------- | --------------------------------------------------------------------------- | --------------------------------------------------------------------------------------- |
| 2014 |                                                              |                                                              | geen deelname | 5e 400m vrije slag · 800m vrije slag · 1500m vrije slag · 4x200m vrije slag | 4e 400m vrije slag · 1500m vrije slag · 4x200m vrije slag · Horton zwom enkel de series |
| 2015 |                                                              | 11e 400m vrije slag · 800m vrije slag · 11e 1500m vrije slag |               |                                                                             |                                                                                         |
| 2016 | 400m vrije slag · 5e 1500m vrije slag · 4e 4x200m vrije slag |                                                              | 6-11 december |                                                                             |                                                                                         |

## Persoonlijke records
Bijgewerkt tot en met 6 augustus 2016
Kortebaan
| Afstand          | Tijd     | Datum             | Plaats |
| ---------------- | -------- | ----------------- | ------ |
| 200m vrije slag  | 01.48,90 | 13 september 2012 | Perth  |
| 400m vrije slag  | 03.45,71 | 14 september 2012 | Perth  |
| 800m vrije slag  | 07.49,56 | 3 november 2012   | Peking |
| 1500m vrije slag | 14.47,13 | 3 november 2012   | Peking |

Langebaan
| Afstand          | Tijd     | Datum           | Plaats         |
| ---------------- | -------- | --------------- | -------------- |
| 200m vrije slag  | 01.47,36 | 2 april 2014    | Brisbane       |
| 400m vrije slag  | 03.41,55 | 6 augustus 2016 | Rio de Janeiro |
| 800m vrije slag  | 07.44,02 | 5 augustus 2015 | Kazan          |
| 1500m vrije slag | 14.39,54 | 13 april 2016   | Adelaide       |